# ميلو (نيويورك)
ميلو (بالإنجليزية: Milo, New York)‏ هي بلدة أمريكية تقع في الولايات المتحدة في مقاطعة ياتس، نيويورك. يقدر عدد سكانها بـ 7,006 نسمة ومساحتها 114.7 كم2 وترتفع عن سطح البحر 316 متر.